# Viza (glasbena skupina)
Viza (do leta 2009 znana tudi kot Visa) je ameriška rokovska skupina iz Los Angelesa. Sedemčlanska zasedba je zmešala v svoji glasbi elemente hard rocka ter cirkuške, armenske in grške narodne ter orientalske glasbe. Z zadnjima albuma, ki sta bila prvi večji uspeh skupine, je Viza postala znana tudi po svetu in imela v letu 2012 dve evropski turneji, na prvi so igrali dvakrat tudi v Sloveniji, na drugi pa so kot predskupina spremljali Serja Tankiana.
Med turnejo 2013 po Evropi, so 2. marca nastopili v klubu Channel Zero (Metelkova) v Ljubljani s predskupino Cayne. Izdajajo pri založbi Serjical Strike.
System of a Down + Gogol Bordello x even more mental = VIZA— Metal Hammer

## Diskografija

### Studijski albumi
- Maktub (as Visa) - 2006
- Eros (as Visa) - 2008
- Made In Chernobyl - 2010
- Carnivalia - 2011
- Aria - 2014

### EP-ji
- Visa (as Visa) - 2001
- De Facto (as Visa) - 2007
- The Unorthodox Revival I - 2018
- The Unorthodox Revival II - 2018

### Singli
- Bake Me In Clouds - 2011
- Alabama Song (Whisky Bar) (Bertolt Brecht, Kurt Weill) - 2012
- In Coins - 2013
- Midnight Hour - 2014
- Fuego - 2014
- When Doves Cry (Prince) - 2014
- Naive Melody (Talking Heads) - 2014
- Eros - 2019
- Loyal Tea - 2020